# Droga przez Teksas
Droga przez Teksas (ang. Prince Avalanche) – komediodramat w reżyserii Davida Gordona Greena z 2013 roku. Film kręcono w Bastrop w stanie Teksas w USA.
Film miał swoją premierę na Berlinale, gdzie David Gordon Green otrzymał Srebrnego Niedźwiedzia za reżyserię.

## Fabuła
Rok 1988, tereny zniszczonego przez pożar lasu. Alvin (Paul Rudd) pracuje przy malowaniu pasów drogowych na opuszczonej autostradzie. Zajęcie traktuje z powagą, rozkoszując się każdym dniem spędzonym z dala od miejskiego zgiełku. Chcąc wyświadczyć przysługę partnerce, załatwia pracę jej młodszemu bratu (Emile Hirsch). Chłopak nudzi się w odosobnieniu, całymi dniami snując plany weekendowych imprez. Pomimo różnic, między mężczyznami stopniowo rodzi się przyjaźń. 

## Obsada
- Paul Rudd – Alvin
- Emile Hirsch – Lance
- Gina Grande – Madison
- Lance LeGault – Kierowca ciężarówki
- Joyce Payne – Kobieta
- Enoch Moon – drwal
- Larry Kretschmar – drwal